# Rusłan Lubarski
Rusłan Mykołajowycz Lubarski, ukr. Руслан Миколайович Любарський (ur. 29 września 1973 w Barze) – ukraiński piłkarz, grający na pozycji pomocnika, a wcześniej napastnika.

## Kariera piłkarska

### Kariera klubowa
Karierę piłkarską rozpoczął w CSK ZSU Kijów. Na początku 1994 wyjechał zagranicę, gdzie bronił barw słowackiego klubu Chemlon Humenné. W 1996 przeszedł do Sparty Praga, a potem występował w słowackim FC Košice oraz izraelskim Maccabi Netanja. Latem 2004 powrócił do Ukrainy, gdzie podpisał kontrakt z Metałurhiem Zaporoże. W kwietniu 2008 otrzymał status wolnego agenta, po czym został piłkarzem drugoligowego 1. HFC Humenné. W 2009 przeniósł się do MFK Zemplín Michalovce. Od sezonu 2010/11 ponownie broni barw 1. HFC Humenné.

## Sukcesy i odznaczenia

### Sukcesy klubowe
- mistrz Czech: 1996/1997
- mistrz Słowacji: 1997/1998
- zdobywca Pucharu Słowacji: 1995/1996
- finalista Pucharu Słowacji: 1997/1998, 1999/2000
- zdobywca Superpucharu Słowacji: 1998
- finalista Pucharu Ukrainy: 2005/2006